# 黑Girl
黑Girl（英語：Hey Girl，前稱：黑澀會美眉），台灣女子演唱組合，成立於2006年5月，初期由九位成員組成，所以又叫「九妞妞」，九位成員都是由《我愛黑澀會》節目參加者中所選出。曾是台灣演藝史上最多人的女子團體，出道時成員都只有15至22歲。第一代的成員包括：黃暐婷（Apple）、周宜霈（大牙）、郭婕祈（MeiMei）、蔡玓彤（彤彤）、詹子晴（丫頭）、黃瀞怡（小薰）、吳映潔（鬼鬼）、王承嫣（小蠻）和張甯兒（筱婕）。此時期亦為黑Girl的黃金時期，跨足唱片、戲劇、節目主持及廣告代言各領域。
2008年蔡玓彤退出團體，正式由黑澀會美眉改名為黑Girl，重新出發。2009年，王承嫣及吳映潔相繼退出團體。
2010年，黃暐婷、周宜霈、郭婕祈及張甯兒同時退出團體，留任的第一代成員只剩詹子晴及黃瀞怡。同年，加入同是《我愛黑澀會》節目參加者出身的新成員林筳諭（勇兔）及陳斯亞（糖果），四人正式重組為第二代黑Girl。林筳諭和陳斯亞加入短暫時間後便退出，再加入非《我愛黑澀會》出身的張子庭（子庭）作為新成員，與第一代成員詹子晴及黃瀞怡以三人姿態重新出發。
然而，重組後的黑Girl自2012年完結EP宣傳後已鮮少合體演出，張子庭也於2013年11月退出，詹子晴及黃瀞怡亦分散在不同經理人公司，組合雖未正式宣佈解散，但已與解散無異。如今所有前成員在演藝圈不同領域各自發展。

## 改名原因
由於其他參加《我愛黑澀會》節目的錄影者皆被統稱為「黑澀會美眉」，與八妞妞容易造成稱呼上的混淆，而某些節目成員的負面新聞，因為同一稱呼的關係，亦會直接影響「黑澀會美眉」聲譽；且「黑澀會」跟「黑社會」的國語發音相近，亦導致中國大陆不批准「黑澀會美眉」的唱片，使唱片无法与台灣、香港同步發行。因此，從2008年8月8日起，「黑澀會美眉-八妞妞」正式更名為「黑Girl」。改爲黑Girl的原因有兩個，第一是不要忘本，不要忘了她們是從我愛黑澀會出生的，第二是因爲黑字跟英文的Hey同音， 所以黑Girl的英文名是Hey Girl。Channel V亦開始播放「是誰？取代黑澀會美眉」的宣傳廣告來配合。

## 成員列表
各成員的詳細資料請參閱各成員之頁面。
| 過往成員列表 | 過往成員列表 | 過往成員列表 | 過往成員列表   | 過往成員列表 | 過往成員列表     | 過往成員列表 | 過往成員列表 | 過往成員列表 |
| 藝名         | 黑Girl時本名 | 現時本名     | 出生日期       | 外號         | 隊內擔當         | 所屬子團     | 入團時間     | 退團時間     |
| 第一代成員   | 第一代成員   | 第一代成員   | 第一代成員     | 第一代成員   | 第一代成員       | 第一代成員   | 第一代成員   | 第一代成員   |
| ------------ | ------------ | ------------ | -------------- | ------------ | ---------------- | ------------ | ------------ | ------------ |
| 大牙         | 周怡君       | 周宜霈       | 1984年10月21日 | 性感美眉     | 隊長、主唱       | 粉紅高壓電   | 2006年7月    | 2010年3月    |
| Apple        | 黃暐婷       | 黃暐婷       | 1984年3月28日  | 古典美眉     | 領唱             | 粉紅高壓電   | 2006年7月    | 2010年3月    |
| MeiMei       | 郭婕祈       | 郭婕祈       | 1985年8月16日  | 日系美眉     | 領舞、領唱       | 甜心轟炸機   | 2006年7月    | 2010年3月    |
| 彤彤         | 蔡玓彤       | 蔡玓彤       | 1986年12月10日 | 動感美眉     | 領舞、領唱       | 甜心轟炸機   | 2006年7月    | 2007年11月   |
| 丫頭         | 詹雅文       | 詹子晴       | 1988年4月11日  | 嬌滴美眉     | 副唱             | 粉紅高壓電   | 2006年7月    | 過渡第二代   |
| 小薰         | 黃瀞怡       | 黃瀞怡       | 1989年2月27日  | 氣質美眉     | 主唱             | 甜心轟炸機   | 2006年7月    | 過渡第二代   |
| 鬼鬼         | 吳映潔       | 吳映潔       | 1989年8月11日  | 搞怪美眉     | 副唱             | 粉紅高壓電   | 2006年7月    | 2009年4月    |
| 小蠻         | 王淑萱       | 王承嫣       | 1989年11月7日  | 俏麗美眉     | 副唱             | 粉紅高壓電   | 2006年7月    | 2010年3月    |
| 小婕         | 張筱婕       | 張甯兒       | 1991年7月25日  | 搞笑美眉     | 副唱             | 甜心轟炸機   | 2006年7月    | 2010年3月    |
| 第二代成員   |              |              |                |              |                  |              |              |              |
| 丫頭         | 詹雅文       | 詹子晴       | 1988年4月11日  | 嬌滴美眉     | 隊長、領舞、副唱 | 不適用       | 2006年7月    | 第一代成員   |
| 小薰         | 黃瀞怡       | 黃瀞怡       | 1989年2月27日  | 氣質美眉     | 主唱             | 不適用       | 2006年7月    | 第一代成員   |
| 勇兔         | 陳融瑩       | 林筳諭       | 1990年8月5日   | 性格美眉     | 領舞、副唱       | 不適用       | 2010年3月    | 2010年8月    |
| 糖果         | 鄭羽婷       | 陳詩亞       | 1993年1月3日   | 熱舞美眉     | 領舞、領唱       | 不適用       | 2010年3月    | 2011年4月    |
| 子庭         | 張子庭       | 張子庭       | 1985年9月23日  | 活力美眉     | 領舞、領唱       | 不適用       | 2010年9月    | 2013年11月   |

### 成員變化
- 黑色（橫線）：暫停活動

## 概述

### 黃金時期（2006年～2007年）
2006年5月，星空傳媒在《我愛黑澀會》節目參加者中選出9名成員（被稱為「九妞妞」），組成黑澀會美眉，由大牙擔任隊長。九妞妞憑著高人氣，即使第一張EP《我愛黑澀會美眉》當時成為台灣「最貴的一張僅單曲專輯」，但EP銷售量超過3萬張，台北首場簽唱會擠爆3千人，星空傳媒（經紀公司）於同年12月15日又推出第二張EP《美眉私密的一天》。九位美眉分為甜心轟炸機、粉紅高壓電兩組，發行不同版本的EP。
九妞妞初出道人氣高企，健康活力和青春的形象吸引不少廣告代言的邀請，2007年6月13日與le tea飲料合作發行第三張EP《美眉私密Party：幸福的泡泡》連100頁美眉寫真書，九位美眉再度合併，次團體模式告一段落。這張EP是成員貝童彤在團的最後一張唱片。同年九妞妞與Lollipop棒棒堂共同拍攝了出道後第一部「黑糖系列」的青春偶像劇《黑糖瑪奇朵》。黑澀會美眉在當時主持、戲劇、唱片、廣告等方面都取得了不錯的成績，風靡中港台三地甚至在日本拥有后援会，成為當時的熱門話題。
然而2007年10月5日，前成員貝童彤因為個人因素離隊單飛。由於成員人數減至8人，所以改稱八妞妞。

### 重新出發（2008年）
2008年4月，黑澀會美眉與福茂唱片的合約期滿，轉到華納音樂旗下，並改名為黑Girl。同年8月29日，華納音樂發行黑Girl第一張專輯《黑Girl首張同名專輯》，這張專輯是成員鬼鬼、大牙、MeiMei、Apple和小婕在團的最後一張唱片。八妞妞風格漸趨成熟，強調從美眉轉變成「姊姊」，並開始打入中國大陸市場。而成員亦慢慢開始個人活動，先後拍戲和主持節目。

### 停滯期（2009年～2011年年中）
2009年起成員開始大幅改動，相繼離團。2月，小蠻被傳媒拍到與Lollipop棒棒堂成員小煜約會和公然吸煙，被公司雪藏，暫停參加黑Girl的活動和錄映節目我愛黑澀會。同年4月，鬼鬼經紀約到期，因個人計畫決定單飛，宣布離開我愛黑澀會和黑Girl，但仍會完成單飛前的廣告代言活動，現時成為CJ E&M旗下藝人。同時小蠻回歸節目，但仍然暫停參加黑Girl的活動。
其間，明報、生活文化出版發行黑Girl的自傳《Hey Girl Friend》。經歷小蠻暫停在黑Girl的活動和鬼鬼離隊，黑Girl以6人姿態活動（六妞妞）。2009年下半年，黑Girl與華納唱片的合約期滿。
2010年，大牙、MeiMei、Apple和小婕相繼約滿加盟由經理人Andy的新經紀公司傳奇星娛樂，脫離黑Girl。小蠻於3月17日最後一次為《我愛黑澀棒棒堂》節目演出，並宣佈已經加盟伊林娛樂，正式脫離黑Girl，作個人單飛發展，未來將朝向全方位的模特兒工作努力，站上伸展台。原有成員因合約屆滿時產生不少問題，組合的事業在2010年完全停頓。及後，本身為節目《我愛黑澀棒棒堂》的固定班底的勇兔及糖果代替離團的成員加入黑Girl。黑Girl因此變成4人組合（簡稱四妞妞），舊成員只剩下丫頭和小薰。然而同年9月16日的南昌活動中，勇兔並沒出現表演，而換上了新成員子庭。後來，丫頭證實勇兔已退出黑Girl，子庭為黑Girl的新成員。勇兔在團只有短短4個月就離開。
2011年4月10日，糖果在微博的簡介更新為「無經紀約」，她也沒有出席黑Girl在4月15日前往大陸的活動，表示她已退出黑Girl，離團初時以錄影綜藝節目為主，後於2013年跟星潼、可青、凱希、篠崎組成女子團體Twinko。

### 重新出發（2011年年中至2012年）
2011年，黑Girl與群石國際、藝房紫傳播簽約成為旗下藝人。相隔三年，經歷多次成員變動後，黑Girl以3人（丫頭、小薰、子庭）團體姿態重新出發，並由丫頭擔任新黑Girl隊長。同年10月18日，發行首張同名EP（總計第四張EP）——Hey Girl。然而銷量成績不如以往，黑Girl人氣大不如前，及後並沒有再發行唱片。

### 各自發展（2012年至今）
其後的黑Girl成員多分開工作，較少合體出現螢幕前，丫頭轉型為通告藝人，小薰主要往戲劇發展，而子庭則學習室內設計，盼接手父親的公司。2013年起，三小妞相繼約滿，除小薰外，丫頭和子庭都分別加入新的經紀公司。黑Girl所有成員均各散東西，各自在演藝圈發展。雖沒有公開宣佈解散組合，但黑Girl已名存實亡。

## 參與演出及作品

### 節目主持
| 日期                            | 播出頻道   | 節目名稱                      | 性質         | 參與成員                 |
| 2005年至2006年                  | TVBS歡樂台 | 《娛樂新聞─美眉ㄅㄠˋㄅㄠˋ》   | 主持         | 九妞妞                   |
| 2005年至2009年                  | Channel V  | 《我愛黑澀會》                | 美眉/助教    | 九妞妞、勇兔、糖果       |
| 2006年至2008年                  | Channel V  | 《模范棒棒堂》                | 助教         | 九妞妞                   |
| 2006年至2009年                  | Channel V  | 《流行 in house》             | 助理主持     | 九妞妞                   |
| 2006年至2009年                  | Channel V  | 《美眉普普風》                | VJ           | 九妞妞                   |
| 2007年至2009年 (每年除夕及春節) | Channel V  | 《我愛黑澀棒棒堂 (賀年節目)》 | 美眉         | 九妞妞                   |
| 2006年至2007年                  | Channel V  | 《[V]好機會》                 | VJ主持       | 大牙                     |
| 2008年9月7日至 2008年11月30日   | Channel V  | 《哪裡5打抗》                 | 主持         | Apple                    |
| 2009年7月3日至 2009年11月27日   | Channel V  | 《Love Love Love》            | 主持         | MeiMei                   |
| 2009年10月12日至 2011年2月3日   | Channel V  | 《我愛黑澀棒棒堂》            | 美眉         | 六妞妞、小蠻、勇兔、糖果 |
| 2009年12月27日至 2010年3月28日  | 衛視中文台 | 《旅行應援團》                | 外景助理主持 | 小薰、勇兔               |
| 2009年                          | 東南衛視   | 《越秀越開心》                | 主持         | 丫頭                     |
| 2010年3月                       | 星空衛視   | 《Lady呱呱》                  | 主持         | 小薰、丫頭               |
| 2012年                          | 八大綜合台 | 《美眉向前行》                | 主持         | 三小妞                   |

### 音樂

#### 專輯
| 唱片 # | 資料 | 曲目 |
| ------ | --- | --- |
| 1st    | 《黑Girl首張同名專輯》 - 發行日期：2008年8月29日 - 唱片公司：華納唱片 (台灣) - 參與成員：黑Girl－八妞妞 - 彤彤退出，以八人姿態回歸，並改團名 | 曲目 1. 叫姊姊 2. OOXX 3. 女生 4. 果醬麵包 5. 戀愛夢遊中 6. 紀念品 7. 哈庫吶瑪塔塔 8. 笨蛋再見 9. 誰說 10. 愛情彈力帶 |

#### EP
| 唱片 # | 資料 | 曲目                                                              |
| ------ | --- | ----------------------------------------------------------------- |
| 1st    | 《我愛黑澀會美眉》 - 發行日期：2006年7月14日 - 唱片公司：福茂唱片 - 參與成員：黑澀會美眉－九妞妞                                                                                  | 曲目 1. 我愛黑澀會（陳建州 Rap）                                  |
| 2nd    | 《美眉私密的一天 - 粉紅高壓電》 - 發行日期：2006年12月15日 - 唱片公司：福茂唱片 - 參與成員：黑澀會美眉－粉紅高壓電 （大牙、Apple、丫頭、鬼鬼、小蠻）                              | 曲目 1. Shake It Baby（黑澀會美眉） 2. 我要愛的好 3. 123木頭人    |
| 2nd    | 《美眉私密的一天 - 甜心轟炸機》 - 發行日期：2006年12月15日 - 唱片公司：福茂唱片 - 參與成員：黑澀會美眉－甜心轟炸機 （MeiMei、彤彤、小薰、小婕）                                   | 曲目 1. Shake It Baby（黑澀會美眉） 2. Shining Kiss 3. 晴天娃娃   |
| 3rd    | 《美眉私密Party:幸福的泡泡》 - 發行日期：2007年6月7日 - 唱片公司：福茂唱片 - 參與成員：黑澀會美眉－九妞妞 - 這張EP為成員彤彤在團時出最後一張唱片 （黑糖瑪奇朵偶像劇原聲帶不計算） | 曲目 1. 幸福的泡泡 2. 幸福的泡泡 (Remix版) 3. 幸福的泡泡 (Kala版) |
| 4th    | 《Hey Girl》 - 發行日期：2011年10月18日 - 唱片公司：群石國際 - 參與成員：黑Girl－三小妞 - 經歷多次成員變動，新成員子庭加入                                                        | 曲目 1. Hey Girl 2. 是情人也是朋友                                |

#### 原聲帶
| 唱片 # | 資料 | 曲目 |
| ------ | --- | --- |
| 1st    | 18禁不禁影音全紀錄CD+DVD - 發行日期：2007年5月15日 - 唱片公司：福茂唱片 - 參與成員：小薰                                                              | 曲目 1. 甜甜圈 （與阿本合唱）                                                                                        |
| 2nd    | 黑糖瑪奇朵偶像劇原聲帶 (CD+DVD) - 發行日期：2007年8月31日 - 唱片公司：科藝百代 （金牌大風前身） - 參與成員：黑澀會美眉－九妞妞 - 與Lollipop棒棒堂合作 | 曲目 1. 黑糖秀 （黑澀會美眉 & Lollipop棒棒堂） 2. Hello愛情風 （黑澀會美眉） 3. 苦茶 （黑澀會美眉 & Lollipop棒棒堂） |
| 3rd    | 黑糖群俠傳電視原聲帶 (CD) - 發行日期：2008年10月3日 - 唱片公司：金牌大風 - 參與成員：丫頭、小薰、小蠻 - 與Lollipop棒棒堂-小煜、阿緯、王子合作         | 曲目 1. Dear Baby （小薰、丫頭、小蠻 & 小煜、阿緯、王子合唱）                                                        |

#### 其他歌曲
- Ben 10（卡通《Ben 10》台灣主題曲）－（大牙、MeiMei、丫頭、小薰、小蠻）
- 四川賑災歌曲－相親相愛 （合唱：八妞妞、薛凱琪、F.I.R.飛兒樂團、方大同、辛曉琪、蕭敬騰、郭采潔、183Club、七朵花、金海心、老狼、徐若瑄、張菲、郭美美、蔡淳佳、陳偉聯）
- 哪個（電影《寶島雙雄》主題曲）－（三小妞 & 房祖名合唱）

### 團體獎項
| 年份 | 獎項                                            |
| ---- | ----------------------------------------------- |
| 2010 | - 環球紅歌盛典 - CCTV風雲音樂亞洲最受關注組合獎 |
| 2012 | - 第16屆全球华语榜中榜 - 最佳新晋组合           |

### 書籍
- 2006年7月14日，《我愛黑澀會美眉》單曲CD+美眉秘密日記DVD+寫真書
- 2007年6月7日，美眉私密Party寫真集（九妞妞）（福茂唱片發行）
- 2007年8月，18禁不禁戀愛講義（小薰）
- 2007年9月，黑糖瑪奇朵歡樂Party （九妞妞）
- 2007年9月，黑糖瑪奇朵電視小說（九妞妞）
- 2008年5月12日，翻滾吧！蛋炒飯幕後紀實（小薰）（台視文化出版發行）
- 2008年7月2日，翻滾吧！蛋炒飯【雙廚講堂】 我們要為你做做飯（小薰）（台視文化出版發行）
- 2008年10月，黑糖群俠傳電視小說（小薰、丫頭、小蠻、MeiMei）
- 2008年10月，黑糖群俠傳寫真秘笈（小薰、丫頭、小蠻、MeiMei）
- 2008年11月21日，霹靂MIT電視小說 （鬼鬼）
- 2008年12月30日，霹靂MIT霹靂寫真紀實（鬼鬼）
- 2009年7月22日 ，《Hey Girl Friend》（中國版名称：黑Girl的秘密）（六妞妞）（明報、生活文化出版發行）
- 2011年，美樂。加油電視寫真書（小薰）

### 戲劇
| 首播日期       | 播出頻道             | 劇名                                 | 角色                                                                                                   | 合作演員                                   | 性質                                                                         |
| 2006年         | 緯來電視台           | 《Q狼特勤組》                        | 子庭—                                                                                                  | 張天霖、梁又琳、唐治平                     | 女配角                                                                       |
| 2006年5月1日   | 三立                 | 《住左邊住右邊》 第4季全民拼幸福     | 丫頭─小玉                                                                                              | 郭子乾、卜學亮、楊可涵                     | 女配角                                                                       |
| 2006年6月26日  | 公視                 | 《危險心靈》                         | 小婕─張筱婕                                                                                            | 溫昇豪、張書豪                             | 客串                                                                         |
| 2006年11月12日 | 衛視中文台           | 《驚異傳奇》之鬼計                   | 小薰─佩如                                                                                              | 張惠春、楊龍澤、張皓明                     | 單元主角                                                                     |
| 2006年12月4日  | 衛視中文台           | 《天使情人》                         | 大牙─小君 小薰─林芳華 (年輕)                                                                           | 明道、白歆惠、蔣怡、杜德偉                 | 女配角 客串                                                                  |
| 2007年4月29日  | 中視、八大           | 《18禁不禁》                         | 小薰─夏念喬                                                                                            | 阿本、小草、地球、Party、張家寧、周曉涵    | 女主角                                                                       |
| 2007年12月15日 | 公視                 | 《我在墾丁*天氣晴》                  | 大牙─小雁                                                                                              | 阮經天、彭于晏、李康宜                     | 女配角                                                                       |
| 2007年7月15日  | 民視、衛視中文台     | 《黑糖瑪奇朵》                       | 九妞妞 (飾演同名角色)                                                                                  | Lollipop棒棒堂、納豆、容嘉                 | 女主角                                                                       |
| 2007年10月6日  | woo.com網路劇        | 《黑糖來了》                         | 大牙─大牙 MeiMei─MeiMei Apple─Apple 小蠻─小蠻                                                          | 小馬、李銓、Terry                          | 女主角                                                                       |
| 2008年5月4日   | 中視、八大           | 《翻滾吧！蛋炒飯》                   | 小薰─哇莎米                                                                                            | 汪東城、唐禹哲、卓文萱                     | 第二女主角                                                                   |
| 2008年7月26日  | 衛視中文台           | 《黑糖群俠傳》                       | 小薰─任瑩瑩 丫頭─陸見寧 小蠻─小聾女 MeiMei─聖女護法 小婕─邪女護法 鬼鬼、Apple、大牙─邪教護法 勇兔─霜兒 | Lollipop棒棒堂、小馬、阿本                 | 女主角：小薰、丫頭、小蠻 女配角：MeiMei 客串：GEMMA、小婕、大牙、Apple、勇兔 |
| 2008年11月7日  | 民視、八大           | 《霹靂MIT》                          | 鬼鬼─李曉星 (ID:天魔星)                                                                                | 炎亞綸、范瑋琪、小鬼、陸廷威、田麗、張善傑 | 女主角                                                                       |
| 2009年9月12日  | Channel V            | 《廖問之越V風雲》                    | 丫頭─小祿的老婆 MeiMei─千面殺手                                                                        | 威廉、小、小馬、小祿、李銓                 | 女主角                                                                       |
| 2011年3月6日   | 超視                 | 《33故事館之【妹妹情人夢】》         | 丫頭─宜蓁 小薰─嘉榆                                                                                    | 陳奕                                       | 單元女主角                                                                   |
| 2011年3月13日  | 超視                 | 《33故事館之【相戀無罪】》           | 糖果─糖糖                                                                                              | 丁春誠、沈建宏、愛瑪Emma、小炳             | 單元女主角                                                                   |
| 2011年4月17日  | 台視、三立           | 《醉後決定愛上你》                   | 小薰─《綜藝麻辣鍋》主持人                                                                              | 楊丞琳、張孝全、許瑋甯                     | 客串第1,7集                                                                  |
| 2011年4月22日  | 民視                 | 《新兵日記之特戰英雄》               | 小薰─吳君鳳                                                                                            | 江俊翰、胡宇威、葉瑋庭                     | 第2-15章女配角                                                               |
| 2011年6月5日   | 八大、中視           | 《美樂。加油》                       | 小薰─韓以霏                                                                                            | 王心凌、賀軍翔、施易男                     | 女配角                                                                       |
| 2011年8月11日  | 華視                 | 《莒光園地》之軍法教育單元劇「迷惘」 | 丫頭─胡茵茵 子庭─周筱丹                                                                                | 李易、汪建民                               | 單元女主角                                                                   |
| 2012年7月20日  | 台視                 | 《花是愛》                           | 小薰─王雪芙                                                                                            | 吳慷仁、周幼婷、Duncan、夏于喬、金勤       | 女配角                                                                       |
| 2012年11月8日  | 台視、三立、東森綜合 | 《我租了一個情人》                   | 小薰─趙珊珊                                                                                            | 宥勝、許瑋甯、李康宜、柯有倫               | 女二角                                                                       |
| 2013年6月6日   | 華視                 | 《莒光園地 法制單元劇「心念」》      | 小薰─佳佳 Amy                                                                                          |                                            | 單元女主角                                                                   |

### 微電影
| 播出日期      | 戲名               | 飾演                                   | 性質 |
| 2012年3月22日 | 聖境傳說（代言人） | 小薰─賽車手 丫頭─Party女王 子庭─女特工 | 主角 |

### 電影
| 上映日期      | 戲名                 | 飾演                                        | 合作演員                         | 性質   |
| 2007年        | 魔鬼女教頭           | 貝童彤—同學 子庭—                           | 吳辰君、許孟哲                   | 女配角 |
| 2007年        | 人在江湖             | 大牙—大哥的女人                             | 張智霖、張達明、尹馨             | 客串   |
| 2011年7月     | 布袋甩尾（手機電影） | 丫頭─嫚君                                   | 黃鐙輝、焦糖哥哥、李千娜、蔡旻佑 | 女主角 |
| 2012年5月11日 | 白天的星星           | 小薰─莉慕伊                                 | 林美秀、紀亞文、陳慕義           | 女配角 |
| 2012年6月5日  | 寶島雙雄             | 小薰─女保安 丫頭─紀念品售貨員 子庭─檳榔西施 | 房祖名、夏雨、陳漢典、錦榮       | 客串   |
| 2012年12月7日 | 命運狗不理           | 丫頭─護士大喬                               | 王柏杰、林若亞、大元、袁艾菲     | 客串   |
| 2013年9月18日 | 一座城池             | 小薰─永久妹妹                               | 房祖名、王太利                   | 女主角 |

### MV演出
| 發行日期       | 歌名           | 演出       | 收錄唱片                                            | 備註                                                          |
| 2006年7月14日  | 我愛黑澀會     | 九妞妞     | 黑澀會美眉《美眉私密日記：我愛黑澀會美眉》          | Rap－黑人                                                     |
| 2006年12月15日 | Shake It Baby  | 九妞妞     | 黑澀會美眉《美眉私密的一天》                        |                                                               |
| 2006年12月15日 | 晴天娃娃       | 甜心轟炸機 | 黑澀會美眉《美眉私密的一天》                        | 《葡萄園之戀》片尾曲                                          |
| 2006年12月15日 | Shining Kiss   | 甜心轟炸機 | 黑澀會美眉《美眉私密的一天》                        |                                                               |
| 2006年12月15日 | 123木頭人      | 粉紅高壓電 | 黑澀會美眉《美眉私密的一天》                        | 《葡萄園之戀》片尾曲                                          |
| 2006年12月15日 | 我要愛的好     | 粉紅高壓電 | 黑澀會美眉《美眉私密的一天》                        |                                                               |
| 2007年5月15日  | 甜甜圈         | 小薰       | 《18禁不禁電視原聲帶》                              | 與阿本合唱 《18禁不禁》片尾曲                                 |
| 2007年6月7日   | 幸福的泡泡     | 九妞妞     | 黑澀會美眉《美眉私密Party》                         |                                                               |
| 2007年8月31日  | 黑糖秀         | 九妞妞     | 黑澀會美眉、Lollipop棒棒堂 《黑糖瑪奇朵電視原聲帶》 | 與Lollipop棒棒堂合唱 《黑糖瑪奇朵》片頭曲(《黑糖瑪奇朵》片段) |
| 2008年8月8日   | 叫姊姊         | 八妞妞     | 黑Girl《黑Girl首張同名專輯》                        |                                                               |
| 2008年8月8日   | 女生           | 八妞妞     | 黑Girl《黑Girl首張同名專輯》                        |                                                               |
| 2008年8月18日  | OOXX           | 八妞妞     | 黑Girl《黑Girl首張同名專輯》                        |                                                               |
| 2008年8月25日  | 哈庫吶瑪塔塔   | 八妞妞     | 黑Girl《黑Girl首張同名專輯》                        |                                                               |
| 2011年10月18日 | Hey Girl       | 三小妞     | 《Hey Girl》                                        |                                                               |
| 2011年10月18日 | 是情人也是朋友 | 三小妞     | 《Hey Girl》                                        |                                                               |

#### 參演其他歌手MV
| 發行日期       | 歌名                        | 演出                            | 收錄唱片                       |
| 1999年8月      | 遊戲愛情 (歐漢聲獨唱歌曲)   | Apple                           | 羅密歐《動起來》               |
| 2004年9月6日   | Do That to Me One More Time | 大牙                            | 潘瑋柏《Wu Ha》                |
| 2005年         | 光                          | Apple                           | 劉若英《一整夜》               |
| 2005年6月3日   | 專屬密碼                    | 小婕                            | 黃義達《專屬密碼》             |
| 2005年7月8日   | 一指神功                    | Apple                           | 潘瑋柏《高手》                 |
| 2005年12月16日 | 宇宙                        | 大牙                            | 展翼樂團《愛的坦克》           |
| 2006年3月17日  | 慶祝                        | 小婕、小蠻                      | 楊丞琳《遇上愛》               |
| 2006年10月13日 | 男傭                        | 鬼鬼、MeiMei、丫頭、Apple、彤彤 | 吳克群《將軍令》               |
| 2008年11月14日 | 慢半拍                      | 小薰                            | 黃靖倫《倫語錄WISH YOUR LOVE》 |
| 2009年9月11日  | 說說                        | 小婕                            | Lollipop棒棒堂《我是傳奇》     |
| 2012年10月30日 | 操場上的夏天                | 小薰                            | 薛嘯秋《獨奏者的秘密》         |
| 2012年10月30日 | 眼淚                        | 小薰                            | 薛嘯秋《獨奏者的秘密》         |

### 商演活動
| 年份 | 活動 |
| ---- | --- |
| 2006 | - 范瑋琪-我們的紀念日演唱會（擔任演唱會特別來賓） - [V]Power音樂風暴演唱會 - 臺北最HIGH新年城跨年晚會 |
| 2007 | - 高雄La Tea樂派對 - MTV樂翻天演唱會 - 第13屆上海華語音樂榜中榜（表演嘉賓） - 台客搖滾嘉年華（表演嘉賓） - 金鐘獎星光大道 （特別來賓） - 香港觀塘APM商場“黑澀會美眉聖誕Encore Show” - 香港觀塘APM商場“平安夜倒數音樂會”（特別嘉賓） - 香港大埔超級城“聖誕星躍馬戲團” |
| 2008 | - 棒棒堂哪里怕臺北小巨蛋演唱會 （擔任演唱會特別來賓） - 香港西九龍中天地「演藝界512關愛行動」大匯演 - 臺灣 捷運·愛·關懷銀髮族音樂晚會 （表演嘉賓） - 臺北第四十三屆金鐘獎表演嘉賓（與模範七棒） - 范瑋琪“我們是朋友范瑋琪2008巡迴演唱會”（擔任演唱會嘉賓） - [V]Power愛音樂演唱會 - 香港屯門市廣場「璀璨閃耀平安夜倒數派對」 - 「就是愛台中．就是要跨年！2009台中市跨年晚會」（表演嘉賓） |
| 2009 | - 長沙一呼百應見面會 - 江門紅歌KTV簽售會 - 上海足球寶貝見面會 - Outerspace開幕禮 - 上海鮮之每日C舞蹈大賽 - 廣州鮮之每日C舞蹈大賽 - 芬達搖搖汽水活動 - 奧海城X黑Girl簽書會 - 黑Girl Mini Live音樂會記者會 - 星空影展閉幕禮 - 黑澀會美眉無限FunFun派對 |
| 2010 | - 香港城市大學歌唱比賽 - 香港奧海城親親海洋照相會 - 第十三屆華語榜中榜 (擔任星光大道主持人) - 環球紅歌盛典 - 香港藍灣廣場 <小型人·夢想起行>照相會 - 樂巢酒吧南昌店新張派對 - 星空年度客户答谢會 |
| 2011 | - 香港上水廣場「至冧」媽咪五星級甜蜜盛宴 - 陝西把安康帶回家演唱會 - MTV步步高音樂手機全球音樂之旅 - 第十五屆全球華語音樂榜中榜 ( 擔任星光大道主持人) - 師鵬愛之經典北京演唱會 - 北京BlingBling奇緣派對 - 「杭州濱文店聖誕歌友會」新聞發布會 - 中國美女盛典擔任表演嘉賓及頒獎人 |
| 2012 | - 昆明南亞之門都市印象大型群星演 （與HIT-5合唱戀愛達人） - 香港國際影視展 - 澳門威尼斯第16屆全球華語榜中榜（擔任嘉賓及主持人） - 第十一屆中國·桐鄉菊花節開幕式時尚盛典(擔任表演嘉賓) - 蘇州中韓群星演唱會 |
| 2013 | - 澳門「潮拜MUSIC演唱會」 - 四川宜賓演唱會 - 孝昌「金上海时代天街」明星演唱會 |

## 外訪事件

### 香港
2007年11月18日，《我愛黑澀會》八位美眉抵達香港為商場主持聖誕亮燈儀式。有近300名Fans到機場接機，當黑澀會美眉一眾成員步出閘口時，眾多Fans情緒失控，一湧而上，以致有Fans跌倒及甩鞋底，情況十分混亂。

### 廣州
為慶祝《我愛黑澀會》節目官網落戶網易娛樂，網易娛樂特邀《我愛黑澀會》八妞妞前往廣州，展開為期五天的中國大陆行。八妞妞抵達廣州機場時，還引來數十名粉絲接機，有人穿上自製《我愛黑澀會》制服以示支持，也有人送上禮物和公仔給妞妞。

## 內部連結
- Channel V
- 星空傳媒 (經紀部)
- 模范棒棒堂
- 我愛黑澀會
- 黑澀會美眉
- 黑澀會二軍

## 外部連結
- 群石國際有限公司
- 藝房紫(北京)文化傳播有限公司